# 金鸡舞
金鸡舞，亦称“金鸡迎宾舞”，是一种壮族传统舞蹈，流传在广西马山县永州、州坪一带。壮族人认为，金鸡是长寿和吉祥之物，金鸡于农家，晨昏报时，因此在节庆场合中跳起金鸡舞，可用来表达吉祥如意，长寿平安的美好愿望。主人跳起金鸡舞，是对客人的高规格接待。
金鸡舞源于壮族人敬老祝寿时的庆贺仪式。当某家有年过六十的老人做寿，主人便派一人站在门前或厅堂恭候，有前来祝寿宾客宾客来到，迎宾者与宾客代表各—人，在门外对跳金鸡舞。男子祝寿由男子跳，头戴花边圆帽；女子祝寿由女子跳，头戴花头巾。主客二人在长笛和唢呐声中翩翩对舞。双手伸出如雄鸡振翅；单脚起跳如金鸡独立。在门口跳过三轮之后，迎宾者引导宾客进入厅堂，宾主舞蹈者同舞进厅，其他宾客拾贺礼进厅，男右女左坐下。主家给宾客敬茶后、给老人拜寿。长笛、唤呐高奏，金鸡再次起舞，宾客给寿星老人献寿礼。